# نوربرت راکوفسکی
نوربرت راکوفسکی (لهستانی: Norbert Rakowski؛ زادهٔ ۱۹۶۸) بازیگر و کارگردان نمایش اهل لهستان است. وی دانش‌آموختهٔ آکادمی ملی هنرهای نمایشی الکساندر زلوروویچ در ورشو است.
از فیلم‌ها یا مجموعه‌های تلویزیونی که وی در آن‌ها نقش داشته است، می‌توان به کارگزار من، فرصت دوباره، دوستان، دوران افتخار، کمیسر آلکس، خون از خون، قانون حقیقی، رنگ‌های خوشبختی، پدر متیو، ۳۹ و نیم، تیم، ع چون عشق، خبرچینان، موج جرم و جنایت، در خوشی و سختی، خودِ زندگی، حوزه استحفاظی ۱۳، طایفه، آغاز بهار، سال‌های شیرین، شیطان، هفته مقدس، پیانیست و نامه به بابا نوئل ۲ اشاره نمود.